# Saint-Martin-Lacaussade
Saint-Martin-Lacaussade är en kommun i departementet Gironde i regionen Nouvelle-Aquitaine i sydvästra Frankrike. Kommunen ligger i kantonen Blaye som tillhör arrondissementet Blaye. År 2022 hade Saint-Martin-Lacaussade 1 166 invånare.

## Befolkningsutveckling
Antalet invånare i kommunen Saint-Martin-Lacaussade
Referens:INSEE